# El Coacoyul
El Coacoyul är en ort i Mexiko.   Den ligger i kommunen Zihuatanejo de Azueta och delstaten Guerrero, i den södra delen av landet, 300 km sydväst om huvudstaden Mexico City. El Coacoyul ligger 22 meter över havet och antalet invånare är 5 658.
Terrängen runt El Coacoyul är kuperad norrut, men söderut är den platt. Havet är nära El Coacoyul åt sydväst. Runt El Coacoyul är det ganska tätbefolkat, med 54 invånare per kvadratkilometer. Närmaste större samhälle är Zihuatanejo, 8,1 km väster om El Coacoyul.